# Nathanio Kompaoré
Nathanio Kompaoré (20 juni 2001) is een Burkinees voetballer die sinds 2019 uitkomt voor de jeugd van RSC Anderlecht. Kompaoré is een aanvaller met een voorkeur voor de linksbuiten positie.

## Clubcarrière
Kompaoré werd opgeleid door Salitas Ouagadougou. In oktober 2019 ondertekende hij een contract voor drie seizoenen bij RSC Anderlecht, waar hij eerst werd ondergebracht bij de beloften. Hij kwam echter zwaar geblesseerd aan. Een operatie aan de kruisbanden bleek nodig, waarna hem een lange revalidatie wachtte.

## Interlandcarrière
Kompaoré maakte in 2017 zijn opwachting bij het Burkinees voetbalelftal naar aanleiding van de African Championship of Nations 2018. Op dat toernooi speelde hij op 16 januari 2018 tegen Angola zijn eerste interland.